# Paw Patrol – Der Mighty Kinofilm
Paw Patrol – Der Mighty Kinofilm (Originaltitel PAW Patrol: The Mighty Movie) ist eine animierte Action-Filmkomödie, der auf dem PAW-Patrol-Franchise basiert und die Fortsetzung zu Paw Patrol – Der Kinofilm ist. Die Kinopremiere in Deutschland war am 28. September 2023, in den USA am darauffolgenden Tag.

## Handlung
Ein geheimnisvoller Meteorit schlägt in Abenteuerstadt ein und verleiht den vierbeinigen Mitgliedern der PAW Patrol übernatürliche Kräfte. Für Hündchen Skye geht damit ein großer Traum in Erfüllung – der allerdings auch so manch neue Gefahren mit sich bringt. Bürgermeister Besserwisser, der ständige Gegner der PAW Patrol, bricht aus dem Gefängnis aus und schließt sich mit der verrückten Wissenschaftlerin Victoria Vance zusammen, um die Superkräfte der Welpen zu stehlen. Während Victoria Vance mit einem Supermagneten weitere Meteoriten anziehen will, hat der Bürgermeister noch eine Rechnung mit der Paw Patrol offen. Durch einen Superkristall wird er übermenschlich groß und macht Jagd auf die Paw Patrol. Nur mit Hilfe der Junior Patrol gelingt es ihnen, den Bürgermeister zu überwältigen.
Sie befreien Skye, die in Gefangenschaft geraten war, und besiegen gemeinsam Victoria Vance. Anschließend wächst Skye über sich hinaus, als sie die weiteren Kometen im Alleingang zerstört.

## Produktion
Cal Brunker kehrte zurück, um nach seinem mit Bob Barlen geschriebenen Drehbuch Regie zu führen. Zum Ensemble des Films gehören unter anderem Taraji P. Henson, Kristen Bell, Christian Convery, Mckenna Grace, Brice Gonzalez, Lil Rel Howery, James Marsden, Serena Williams und Kim Kardashian. Pınar Toprak komponierte die Filmmusik.